# ジャクエツ
株式会社ジャクエツ（JAKUETSU.Co.,Ltd. ）は福井県敦賀市に本社を置く、幼児向けあそび環境づくりのトータルソリューションカンパニー。

## 会社概要
主に幼稚園・保育園向けでトップシェアを占めている。保育教材、教具や制服の販売だけでなく、建築設計・リノベーションまたランドスケープのデザイン企画、設計等多岐に亘っている。また最近では美術館や商業施設など公共施設のあそび空間づくりなども手掛けている。
社名の由来は福井県の旧国名である若狭と越前の頭2文字を取って名付けられたものである。

## 沿革
- 1916年9月 - 創業者・徳本達雄が福井県敦賀市に早翠幼稚園を設立し、並行して幼稚園教材を生産開始。
- 1949年1月 - 法人化し株式会社若越設立。
- 2006年 - ジャクエツグループ再編・再発足。
- 2015年 - 創業100周年を迎える。
- 2019年 - グループ企業を再編・ホールディングス化。

## 支店・工場・営業店
- 東京本社 〒108-0074 東京都港区高輪4-24-50
- 倉敷工場 〒710-0805 岡山県倉敷市片島町87-5

※この他、上記の他全国に営業店が1都1道2府37県に68店ある。